# Alcover
Alcover település Spanyolországban, Tarragona tartományban. Alcover L'Albiol, La Masó, El Milà, Mont-ral, El Rourell, La Selva del Camp, Valls, Vilallonga del Camp, La Riba és Perafort községekkel határos. Lakosainak száma 5348 fő (2024).

## Népesség
A település népessége az elmúlt években az alábbi módon változott:
| Lakosok száma | 1006 | 2832 | 2663 | 2521 | 3444 | 4405 | 5143 | 5131 | 5064 | 5348 |
|               | 1717 | 1887 | 1936 | 1955 | 1986 | 2005 | 2010 | 2014 | 2019 | 2024 |